# Klaus Meyer
Klaus Meyer (Goslar, 5 de agosto de 1937 - Goslar, 4 de abril de 2014) fue un futbolista alemán que jugaba en la demarcación de defensa.

## Biografía
Meyer jugó en los clubes amateur VfL Oker y MTV Gittelde antes de fichar por el Eintracht Brunswick en 1958 cuando contaba con 21 años. El equipo jugaba en la Oberliga Nord, cuando esta se consideraba la liga más importante del país, siendo en 1963 cuando la liga cambió a llamarse Bundesliga. Cuatro años después, ganó la Bundesliga en la temporada 1966/1967, lo que le dio acceso a jugar la temporada siguiente la Copa de Campeones de Europa 1967-68, quedando eliminado en cuartos de final. Al finalizar el año, Meyer se retiró como futbolista tras 204 partidos y tres goles marcados.
Falleció el 5 de abril de 2014 en Goslar a los 76 años de edad.

## Clubes
| Club                | País     | Año         | Partidos | Goles |
| ------------------- | -------- | ----------- | -------- | ----- |
| Eintracht Brunswick | Alemania | 1958 - 1968 | 204      | 3     |

## Palmarés

### Campeonatos nacionales
| Título     | Club                | País     | Año  |
| ---------- | ------------------- | -------- | ---- |
| Bundesliga | Eintracht Brunswick | Alemania | 1967 |